# سفارت آلبانی در لاهه
سفارت آلبانی در لاهه (به هلندی: Embassy of Albania) یک منطقهٔ مسکونی و نمایندگی سیاسی این کشور در هلند است که در لاهه واقع شده‌است.